# Uładzimir Wiarciełka
Uładzimir Wiarciełka (białorus. Уладзімір Вярцелка, ros. Владимир Вертелко, Władimir Wiertiełko; ur. w 1964) – białoruski siatkarz. Obecnie drugi trener zespołu występującego w PlusLidze Kobiet, AZS Białystok.
W latach 1985-86 występował na pozycji przyjmującego w reprezentacji Związku Radzieckiego. Na co dzień przywdziewał wtedy barwy CSKA Moskwa. Z tym klubem w 1986 roku zdobył Puchar Europy. W karierze zawodniczej występował także w CSKA Mińsk, izraelskim Apoel-Bat-Jam, tureckim Türk Telekom Ankara i szwajcarskim Plato De-Dis. Wiarciełka przez pierwszą część sezonu 2011/2012 był asystentem zwolnionego z AZS-u Wiesława Czai. Wcześniej nie prowadził jednak zespołu przez 10 lat. Pełnił funkcję trenera tzw. „narodowego” w Ministerstwie Sportu Białorusi, które służy koordynowaniu i wspomaganiu pracy szkoleniowców wszystkich reprezentacji w różnych kategoriach wiekowych.